# 칼슨뉴먼 대학교
칼슨뉴먼 대학교(Carson–Newman University)는 미국 테네시주 제퍼슨시티의 낙스빌 북동쪽에 위치하고 있는 사립대학교이다.
학생들은 미국 44개주 출신과 30여개국에서 온 외국인 학생들로 구성되어 있으며 90여가지의 다양한 전공으로 구성되어 있다.
1851년 어느 한 침례교회에서 '모시 크리크 선교 침례 신학교(Mossy Creek Missionary Baptist Seminary)'이름으로 출발하였으며, 5년후에는 '모시 크리크 침례 대학(Mossy Creek Missionary Baptist College)'으로 되었으며, 지금의 자리에 건물을 지었다.
1880년에는 '칼슨 칼리지(Carson Collage)'로 명명되었으며, 수년동안, 여자대학이었던 '뉴먼 칼리지(Newman Collage)'가 함께 위치하였다가 1889년 합쳐졌고 지금까지 계속 이어져 오고 있다.

## 사진

칼슨뉴먼 대학교 교내 주요 건물
학생회관 건물
도서관
식당
베이커 빌딩